# 四狂神戰記 (1993年遊戲)
《四狂神戰記》是1993年角色扮演遊戲，由Neverland開發、太東發行，對應超級任天堂平臺。遊戲爲四狂神戰記系列首作，系統類似勇者鬥惡龍系列，講述英雄馬克西姆子孫阻止四狂神復活的故事。遊戲後移植於Microsoft Windows和日本流動電話。
遊戲獲《Fami通》28/40分之評價，在《超級任天堂雜誌》的讀者投票中得22.7/30分。